# Cena in casa di Simone il fariseo (Veronese)
La Cena in casa di Simone il fariseo è un dipinto di Paolo Caliari detto il Veronese del 1556 circa, custodito presso la Galleria Sabauda di Torino. Venne commissionato dai monaci della chiesa dei Santi Nazaro e Celso di Verona per decorare il proprio refettorio.